# Megalospora imshaugii
Megalospora imshaugii är en lavart som beskrevs av Lücking. Megalospora imshaugii ingår i släktet Megalospora och familjen Megalosporaceae.   Inga underarter finns listade i Catalogue of Life.